# Каннок-Чейс
Каннок-Чейс (англ. Cannock Chase) — неметрополитенский район (англ. non-metropolitan district) в церемониальном графстве Стаффордшир в Англии. Административный центр — город Каннок.

## География
Район расположен в южной части графства Стаффордшир, граничит с графством Уэст-Мидлендс.

## Состав
В состав района входят 3 города:
- Каннок
- Руджли
- Хенсфорд

и 6 общин (англ. Civil parish):
- Бриртон
- Бриджтаун
- Бриндли-Хит
- Каннок-Вуд
- Нортон Кейнс
- Хит-Хейс-энд-Уимблбери